# Urbanistica romana

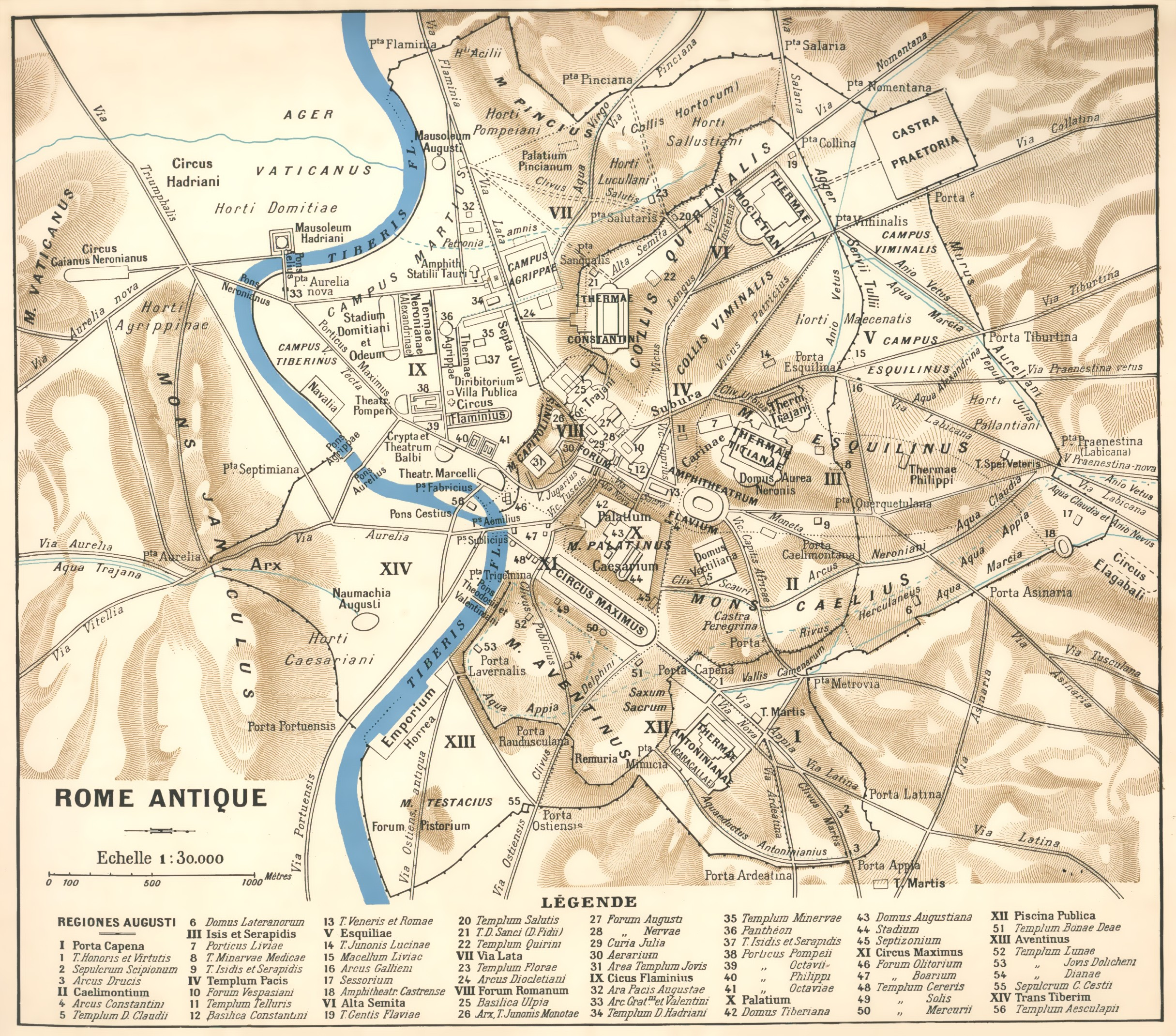
Mappa di Roma antica in epoca imperiale.

L'urbanistica romana era il modo di impiantare la struttura di una città nel mondo romano. Ancora oggi molte città europee e del bacino del Mediterraneo mostrano il retaggio dello schema romano nel loro nucleo più antico.
(Strabone, Geografia, V, 3,8.)

## Schema ellenistico

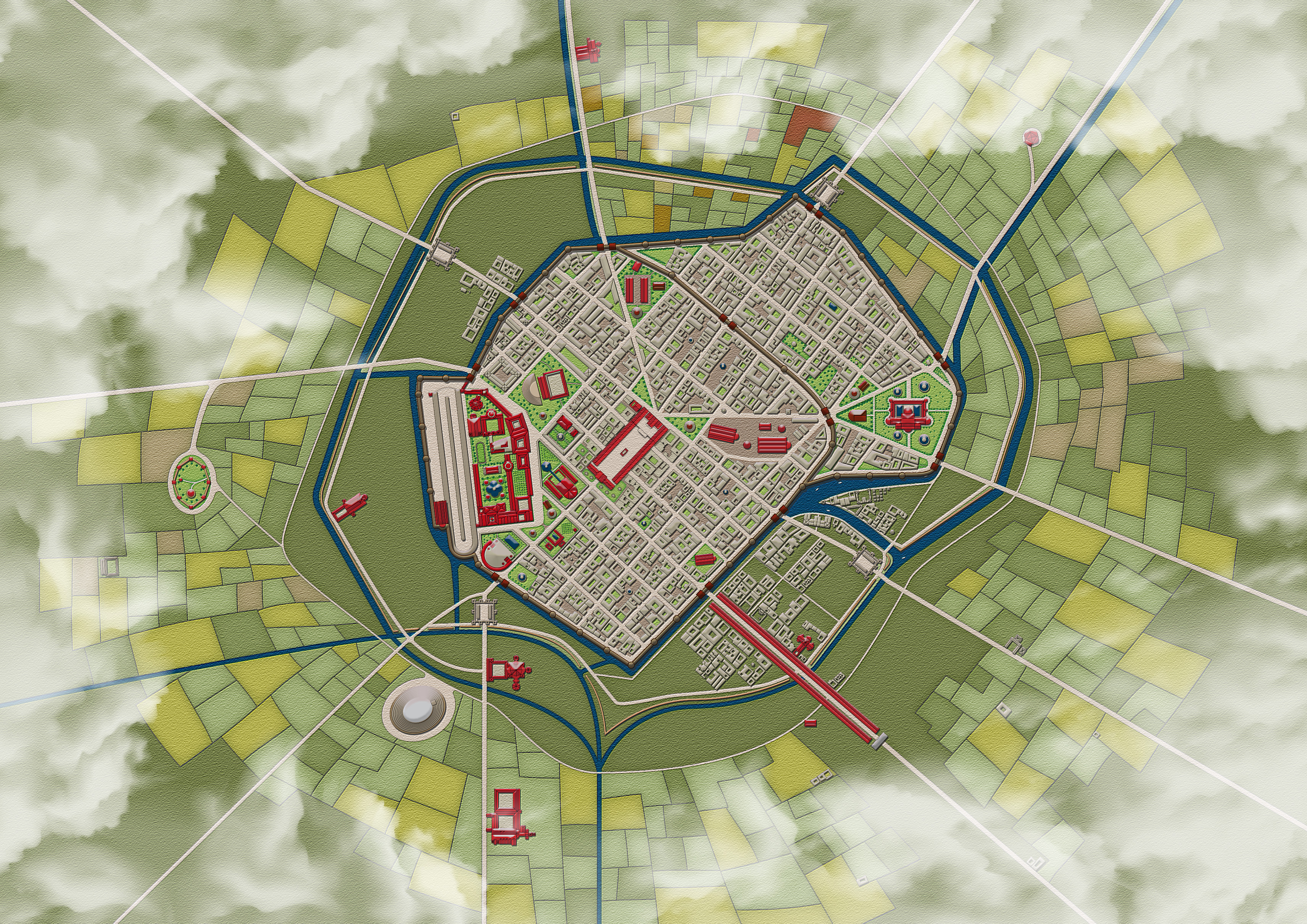
Ricostruzione realistica della Mediolanum (la moderna Milano) di epoca imperiale

Nelle nuove colonie fondate dai Romani si assiste a varie fasi nell'evoluzione dell'impianto urbanistico. Le città fondate nel periodo della repubblica romana, almeno nella fase iniziale e centrale, presentano uno schema ancora legato al retaggio greco-ellenistico, come a Cosa o Norba latina.
Queste città hanno l'impianto con una rete stradale ortogonale, che divide lo spazio in isolati quadrangolari regolari, ma che non dispone di un preciso centro cittadino, con una o talvolta due aree sacre sopraelevate (acropoli). Questo schema urbanistico richiamava quello di Ippodamo. In questo tipo di impianto, mancando un centro, i singoli quartieri e isolati avevano tutti un'importanza equivalente.

## Schema regolare con struttura ortogonale

Foto aerea del centro storico di Pavia, si notano ancora l'impianto ortogonale della città e il cardo maximus (Strada Nuova) e il decumanus maximus (Corso Mazzini-Corso Cavour).

Più diffuso è lo schema organizzato su due assi principali ortogonali, il cardo maximus (asse nord-sud) e il decumanus maximus (est-ovest), che si incontrano al centro della città dove si trova il Forum. La forma della città poteva essere quadrangolare o anche, a seconda del territorio, irregolare, ma lo schema dell'impianto era piuttosto fisso. Un esempio ben conservato è Silchester in Gran Bretagna oppure, in Italia, città come Pavia, Aosta, Torino e Firenze.
Questo schema urbanistico era probabilmente derivato dalla centuriazione romana. Nel foro si svolgevano le riunioni politiche, veniva amministrata la giustizia, si esercitava il commercio e si svolgevano le cerimonie religiose.

## Schema decentrato

Tipico castrum romano, ovvero l'accampamento nel quale risiedeva, in forma stabile o provvisoria, un'unità dell'esercito romano. 1) Principia; 2) Via Praetoria; 3) Via Principalis; 4) Porta Principalis Dextra; 5) Porta Praetoria (porta principale); 6) Porta Principalis Sinistra; 7) Porta Decumana. Quando un castrum si trasformava in un centro abitato, il principia, ovvero il quartier generale dell'accampamento, diveniva il foro, cioè la piazza dell'insediamento abitato, mentre la linea orizzontale si trasformava nel cardo e la linea verticale diventava il decumano, ovvero le due strade principali del centro abitato

Un altro tipo di schema urbanistico era quello dove il cardo e il decumanus non si incontravano al centro della città, ma in posizione più laterale, come a Julia Augusta Taurinorum (Torino) e ad Augusta Prætoria (Aosta). In questo caso il modello derivò dall'accampamento romano degli eserciti.

## Roma
Roma, come tutte le città di fondazione molto antica, non aveva alcuno schema preordinato e molte delle sue caratteristiche urbane erano state dovute alla forma del territorio (compresi i torrenti, i piccoli rilievi e gli acquitrini poi fatti scomparire col tempo) e ad ancestrali usi.
Il centro della vita sociale si svolgeva al Foro Romano, che si estendeva tra il Campidoglio e il Palatino ed era in comunicazione stretta con l'area mercantile del Foro Olitorio, dove si trovava il porto fluviale sul Tevere e il Pons Sublicius, che permetteva l'attraversamento del fiume all'altezza dell'Isola Tiberina.
Col tempo il Foro Romano, affiancato dagli altri Fori Imperiali, perse la funzione commerciale per divenire un luogo prettamente monumentale e di rappresentanza.